# PERI
A PERI foi fundada em 1969 e é um dos actuais líderes no fabrico e fornecimento de sistemas de cofragem e andaime. Juntamente com a sede em Weißenhorn, na Alemanha, existem 64 subsidiárias internacionais e 120 armazéns por todo o mundo. A empresa tem mais de 7.000 trabalhadores. Em 2014 o total facturado ascendeu os 1.141 milhões de Euros.

## História
A PERI foi fundada em 1969 em Weissenhorn, na Alemanha, por Artur Schwörer. O primeiro produto lançado foi a viga de madeira treliçada T 70 V, que tinha uma grande capacidade de carga e uma ligação de nós patenteada. Foi substituída em 1984 pela Viga GT 24. O sistema ACS (Automatic Climbing System – Sistema Trepante Automático) foi um marco histórico PERI na tecnologia de plataformas trepantes. Foi usado para construir grandes edifícios sem que sejam necessárias gruas. No começo dos anos 80, PERI estava na vanguarda no que diz respeito à utilização do alumínio na construção civil. O cepticismo acabou quando as pessoas perceberam que uma redução de 20% no peso dos materiais era uma enorme vantagem, tendo em conta que a descofragem tem de ser feita à mão após a betonagem.
Durante os últimos 10 anos, a facturação da PERI aumentou de 350 para 873 milhões e o número de empregados de 2.500 para 5.300.

## Produtos
O leque de produtos inclui vigas, cofragem, painéis e cofragem para paredes, cofragem para pilares, consolas de apoio, sistemas de plataformas, consolas trepantes, sistemas de escoramento, prumos, tensores, contraplacados, esquadros para betonagens a uma face, dywidags, ancoragens e vários serviços como software e formação. 

## Projectos
Alguns exemplos de projectos efectuados por soluções de sistemas PERI:
- Casa da Música – Betão à Vista
- Centro Comercial Colombo – Maior Centro Comercial da Península Ibérica
- Rock in Rio Lisboa 2006 - Palco com 27 m de boca de cena
- Trump International Hotel and Tower (Chicago), EUA
- Trump World Tower, Nova York, EUA – Apenas dois dias de betonagem entre pisos
- Ponte Oresund, Dinamarca – Equipamento dedicado para execução de túnel
- Viaduto Millau, França – Pilar mais alto do mundo (245 m)
- Mercedes-Benz World, Estugarda, Alemanha – museu automóvel
- Mega Bridge, Bangkok, Tailândia – 4 pilares com altura de 170 m
- Turning Torso, Malmö, Suécia – Construção em espiral projectado pelo arquitecto espanhol Santiago Calatrava
- Torre Agbar, Barcelona, Espanha – Edifício com 142 m de altura